# .tt
.tt e интернет домейн от първо ниво за Тринидад и Тобаго. Администрира се от Мрежовия информационен център на Тринидад и Тобаго. Представен е през 1991 г.

## Домейни от второ ниво
Домейни от второ ниво под име от трето ниво
co.tt
com.tt
org.tt
net.tt
biz.tt
info.tt
pro.tt
int.tt
coop.tt
jobs.tt
mobi.tt
travel.tt
museum.tt
aero.tt
cat.tt
tel.tt
name.tt